# Losine
Losine (Lúden in dialetto camuno) è un comune italiano di 625 abitanti, della Val Camonica, in provincia di Brescia in Lombardia.

## Geografia fisica

### Territorio
È situato nella Val Camonica ai piedi del monte Concarena e sulle sponde del fiume Oglio. È attraversato dal torrente Poia.
Vi erano numerose cave di calcare ed alcune venature di marmo occhialino.

### Clima

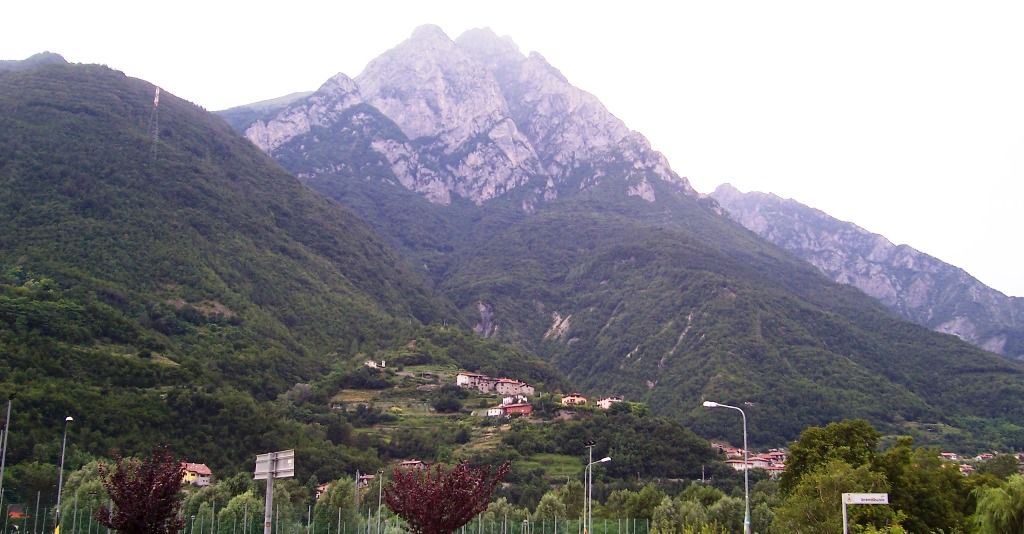
Losine loc. Castello

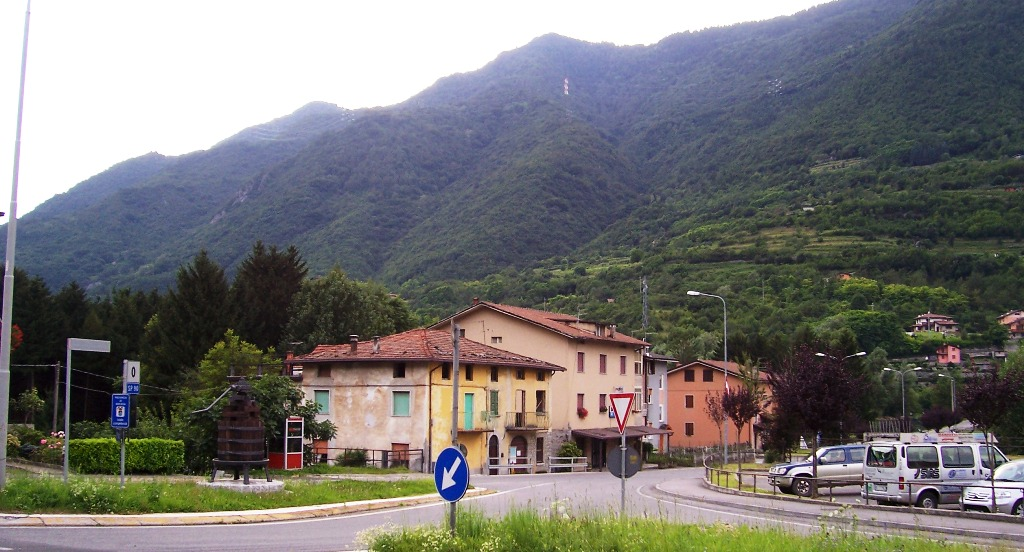
Losine ingresso al paese

I dati provenienti dalla stazione meteorologica di Breno indicano, in base alla media trentennale di riferimento 1961-1990, che la temperatura media del mese più freddo, gennaio, si attesta a -1,0 °C, mentre quella del mese più caldo, luglio, è di +20,5 °C.
| BRENO              | Mesi | Mesi | Mesi | Mesi | Mesi | Mesi | Mesi | Mesi | Mesi | Mesi | Mesi | Mesi | Stagioni | Stagioni | Stagioni | Stagioni | Anno |
| BRENO              | Gen  | Feb  | Mar  | Apr  | Mag  | Giu  | Lug  | Ago  | Set  | Ott  | Nov  | Dic  | Inv      | Pri      | Est      | Aut      | Anno |
| ------------------ | ---- | ---- | ---- | ---- | ---- | ---- | ---- | ---- | ---- | ---- | ---- | ---- | -------- | -------- | -------- | -------- | ---- |
| T. max. media (°C) | 3,8  | 7,1  | 10,4 | 14,8 | 19,1 | 23,0 | 26,4 | 25,3 | 21,9 | 15,8 | 10,3 | 5,6  | 5,5      | 14,8     | 24,9     | 16,0     | 15,3 |
| T. min. media (°C) | −5,8 | −3,4 | 0,0  | 3,9  | 8,1  | 12,1 | 14,5 | 14,1 | 10,6 | 5,7  | 0,9  | −3,5 | −4,2     | 4,0      | 13,6     | 5,7      | 4,8  |

## Storia
Questa terra esisteva un castello con alcune torri di proprietà della famiglia Griffi. Il 15 maggio 1365 il vescovo di Brescia investe iure feudi dei diritti di decima nei territori di Breno, Vione, Vezza, Sonico, Malonno, Berzo Demo, Astrio, Ossimo e Losine Giovanni e Gerardo del fu Pasino Federici di Mù.

### Feudatari locali
Famiglie che hanno ottenuto l'infeudazione vescovile dell'abitato:
| Famiglia              | Stemma | Periodo     |
| Griffi (Guelfi)       |        | 1000 - 1365 |
| Federici (Ghibellini) |        | 1365 - 1428 |
| Griffi (Guelfi)       |        | 1428 - 1700 |

### Simboli
Lo stemma e il gonfalone sono stati concessi con decreto del presidente della Repubblica del 17 gennaio 1991.
Il gonfalone è un drappo di azzurro.

## Monumenti e luoghi d'interesse

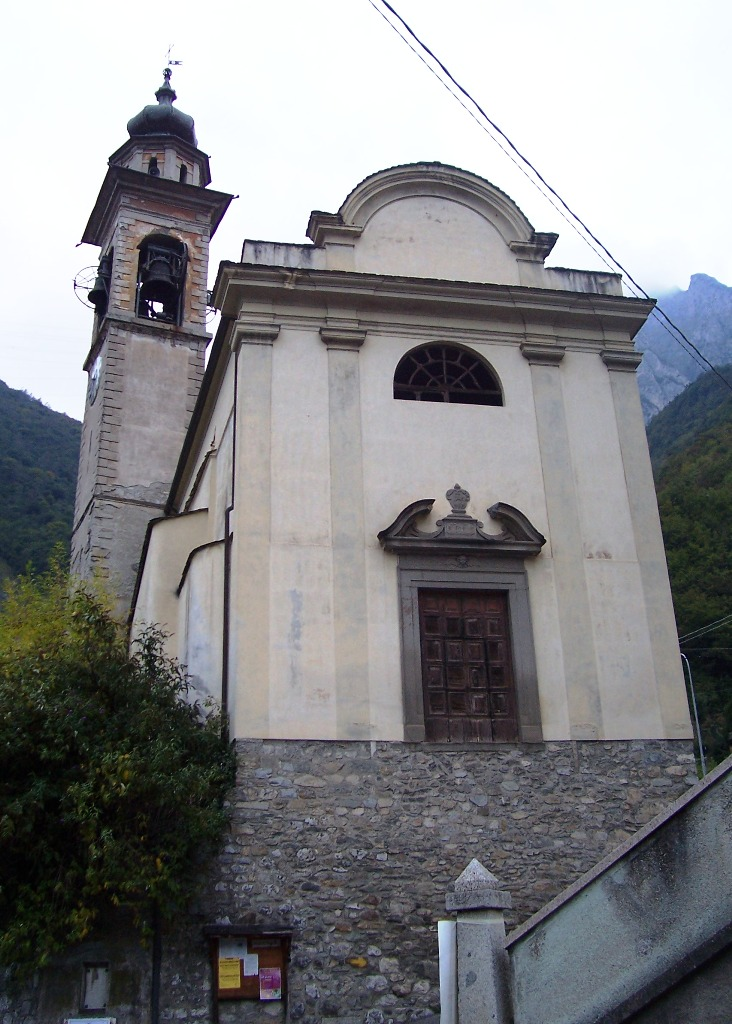
San Maurizio vecchia

### Architetture religiose
Le chiese di Losine sono:

- Parrocchiale nuova del Sacro Cuore di Gesù, costruita fra il 1884 e il 1904 su progetto di Fortunato Canevali, decorata tra il 1922 e il 1923 per ricordare la vittoria italiana. La prima pietra venne posta il giorno 25 luglio 1885, la cerimonia di benedizione si tenne il 19 settembre 1904. La facciata è di stile barocco, mentre l'interno, a una navata, contiene opere di pregio, quali affreschi cinquecenteschi, una tela a olio "Assunzione di Maria" del '600 ed una "Madonna con Bambino" recuperata dalla facciata di casa privata in via Castello.
- Parrocchiale vecchia di San Maurizio, è stata la prima chiesa parrocchiale di Losine, ampliata nel XVIII secolo sulle vestigia di una precedente chiesetta del XII secolo edificata sulle fondamenta di un tempio pagano. Ha facciata barocca, campanile utilizzato dall'attuale parrocchiale, e nella parte sud si distinguono resti della torre campanaria e una monofora della prima chiesa. L'interno a una navata, piuttosto spoglio, contiene affreschi del Quaglio.
- Chiesa di Santa Maria in Castello, è una chiesa antichissima (1000/1050 d.C.), tipico esempio di chiesa castrense, cioè sorta internamente a un castello. Possiede una buona illuminazione grazie alle tre monofore dell'abside e alla piccola monofora aperta nella parete di fondo. L'abside romanica semicircolare reca a fianco un portale in pietra simona del '500, come il campanile di stile romanico, che appoggia su sulla trabeazione dell'abside. All'interno ci sono alcuni affreschi interessanti, come quello del "Pantocrator tra i simboli degli Evangelisti" affresco di grande forza espressiva che richiama l'arte di Michelino da Besozzo e come il voto alla Madonna di tale Paolo Agostino Griffi raffigurante l'incendio del Castello e l'apparizione di Maria Santissima riportante la dicitura: "Questa opera fatta per satisfare uno voto di Paolo Agostino Griffi". Da scritti dell'inizio del XX secolo all'interno vi era inoltre custodita, a destra della porta maggiore pendente da un occhiello in ferro, una grossa chiave, ultimo ricordo dell'antico castello (ora andati perduti).
- Chiesetta di Santa Maria Nascente alle Tezze, chiesetta campestre del XVII secolo, costruita all'interno di un borgo del 1600, probabilmente casa di campagna di antichi nobili che venivano in quel di Losine a trascorrere periodi di riposo.

### Architetture militari
- Castello di Losine: completamente scomparso, rimane solo nelle memorie storiche e nella rappresentazione di un ex voto seicentesco (affresco della Chiesa di Santa Maria Assunta). Era di proprietà della famiglia Griffi e sorgeva sul poggio che sovrasta la chiesa di Santa Maria Assunta (od in castello). Si pensa fosse stato costruito nell'anno 1000 d.C. come edificio di difesa più che di abitazione, e all'interno delle mura conteneva la sopracitata Chiesa. Una leggenda locale narra che un contadino losinese, mentre stava lavorando la terra nelle vicinanze del poggio, perse l'attrezzo e lo sentì cadere perpendicolarmente urtando contro dei sassi. Nel 1993 è stato rinvenuto un tunnel, alto un metro e mezzo e largo novanta centimetri, che dipartiva dalla località Castello e scendeva in un pozzo in direzione della casa Griffi in paese a Losine.[13]

## Società

### Evoluzione demografica
Abitanti censiti

### Tradizioni e folclore
Gli scütüm sono nei dialetti camuni dei soprannomi o nomiglioli, a volte personali, altre indicanti tratti caratteristici di una comunità. Quello che contraddistingue gli abitanti di Losine è Màrtor o Martorèi (in italiano Martora).
- Metà Quaresima, Via Crucis. Si percorre la vecchia strada di campagna (ora parte integrante della Rete ciclopedonale della provincia di Brescia) che dall'abitato porta fino al Santuario della Via Crucis di Cerveno.[15]
- Fine settembre inizio ottobre, "Sciör del Tórcol": sagra del vino di Val Camonica.[16]

## Amministrazione
Dopo i 21 anni del periodo fascista in cui il Comune di Losine era stato aggregato a Breno, nel 1949 venne proclamato un commissario prefettizio per l'amministrazione provvisoria. Nel 1951 vennero indette le elezioni per la nomina del Sindaco e del Consiglio comunale e, il 3 giugno 1951, venne eletto il primo consiglio comunale.
| Periodo        | Periodo        | Primo cittadino        | Partito      | Carica  | Note |
| -------------- | -------------- | ---------------------- | ------------ | ------- | ---- |
| 1951           | 1965           | Dò Battista fu Bortolo |              | Sindaco |      |
| 1965           | 1966           | Bronzini Maurizio      |              | Sindaco |      |
| 1966           | 1972           | Vogini Giacomo         |              | Sindaco |      |
| 1972           | 1978           | Patarini Bortolo       |              | Sindaco |      |
| 1978           | 1983           | Agostini Innocenzo     |              | Sindaco |      |
| 1983           | 1993           | Dò Vittorio            |              | Sindaco |      |
| 1993           | 1997           | Agostini Caterina      |              | Sindaco |      |
| 28 aprile 1997 | 14 maggio 2001 | Bortolo Patarini       | lista civica | Sindaco |      |
| 14 maggio 2001 | 16 maggio 2011 | Paolo Agostini         | lista civica | Sindaco |      |
| 16 maggio 2011 | 6 giugno 2016  | Modesto Pessognelli    | lista civica | Sindaco |      |
| 6 giugno 2016  | in carica      | Mario Chiappini        | lista civica | Sindaco |      |